# المسيحية في بورتوريكو

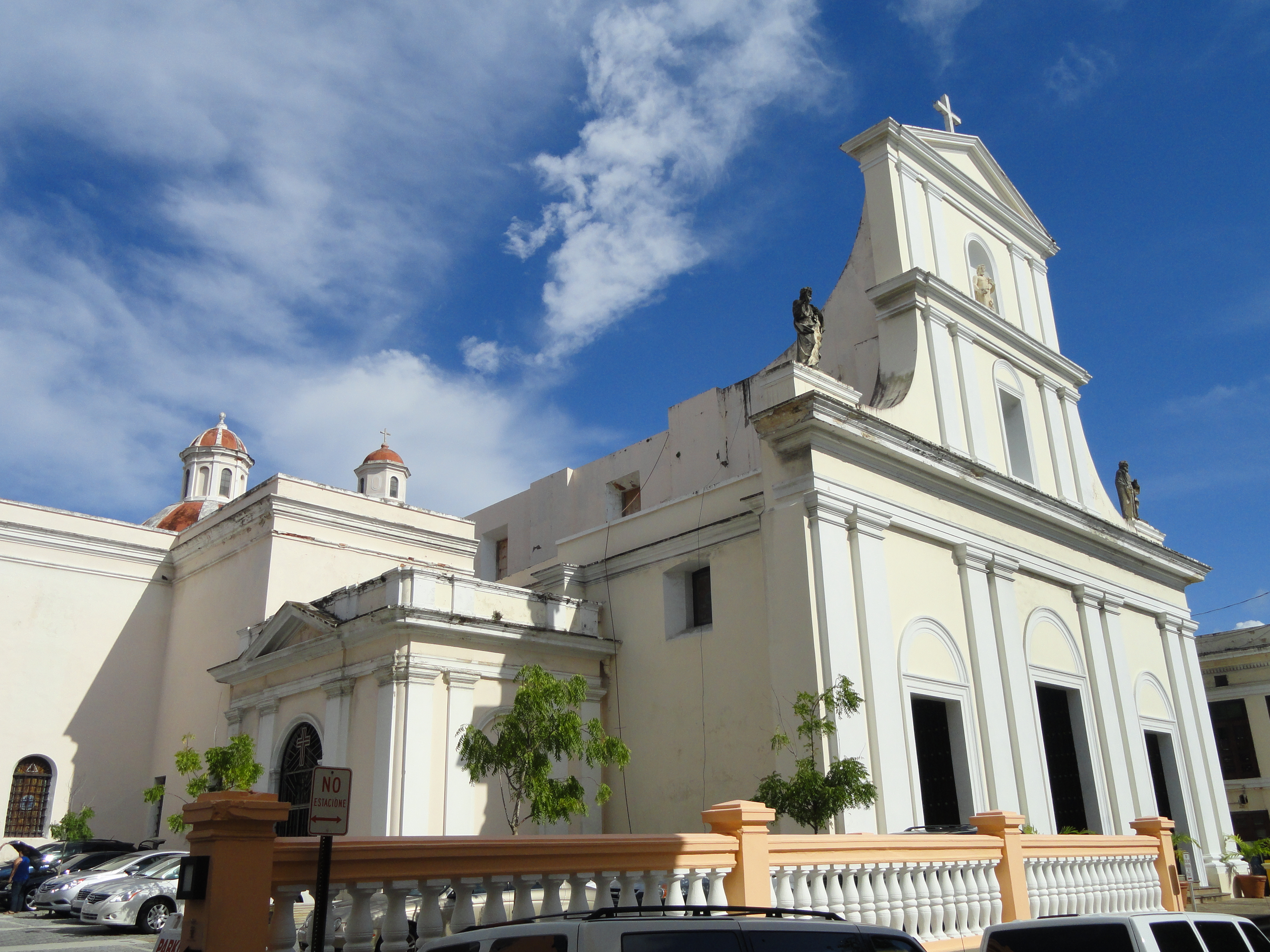
كاتدرائية سان خوان باوتيستا في مدينة سان خوان، بورتوريكو.

المسيحية في بورتوريكو هي الديانة الغالبة والسائدة، وكانت الكنيسة الكاثوليكية تاريخيًا الدين السائد في بورتوريكو. وفقًا لدراسة مركز بيو للأبحاث عام 2010 حوالي 96.7% من السكان مسيحيين؛ ويشكل الكاثوليك حوالي 69.7% بالمقابل يُشكل البروتستانت حوالي 25.1% من مجمل السكان. وفقًا للتقاليد المسيحيَّة يُعد يوحنا المعمدان وسيدة العناية الإلهيَّة رعاة البلاد.
الغالبية العظمى من البورتوريكيين هم من المسيحيين؛ وكانت الكنيسة الرومانية الكاثوليكية تاريخيًا الطائفة المسيحية الرئيسية بين البورتوريكيين منذ الإستعمار الإسباني في القرن الخامس عشر، ولكن ازداد حضور ووجود الطوائف البروتستانتية والمورمونية وشهود يهوه تحت سيادة الولايات المتحدة على الجزيرة، مما جعل من بورتوريكو الحديثة بلادًا متنوعة طائفيًا.

## تاريخ

### الحقبة الاستعمارية

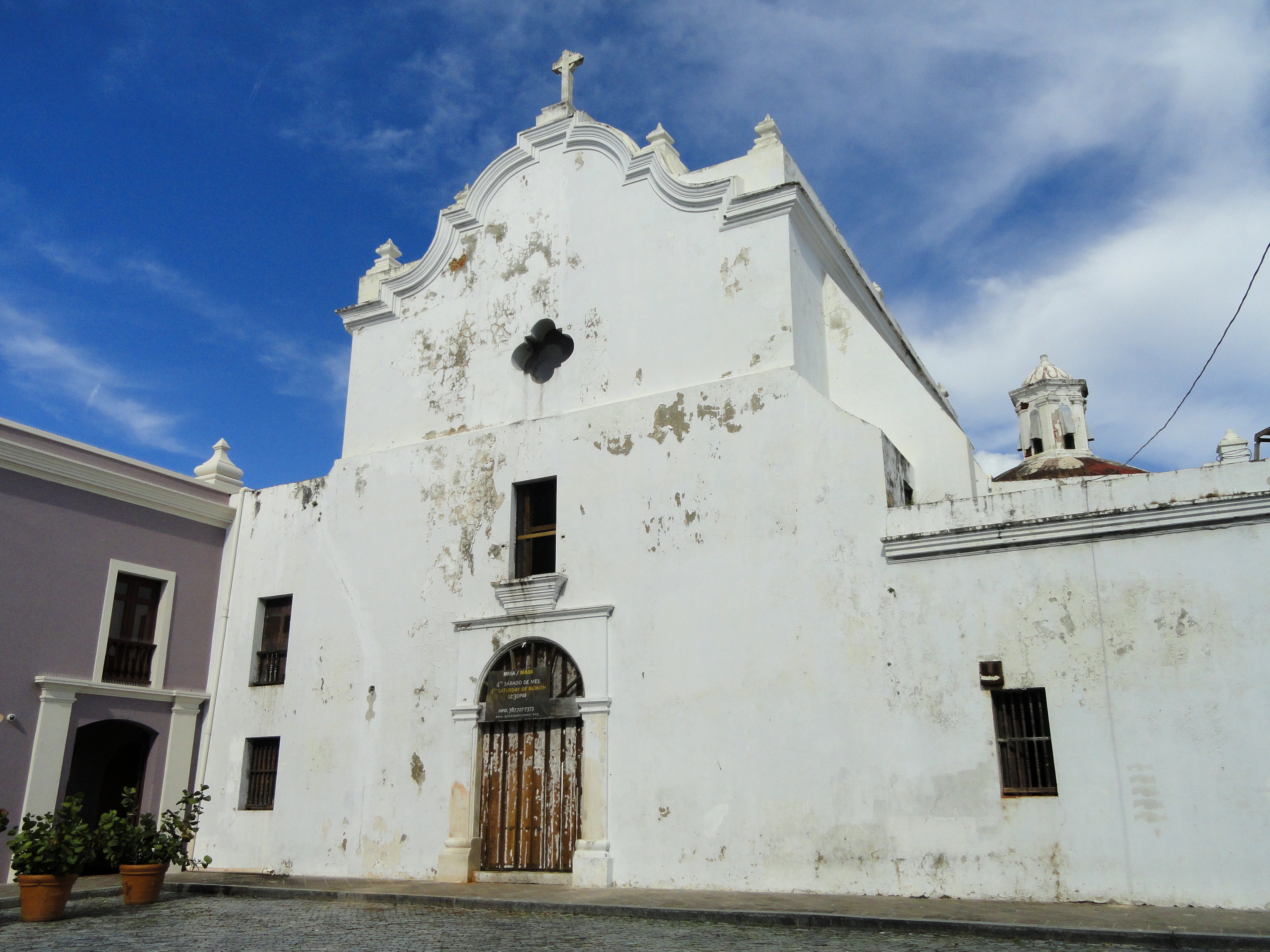
كنيسة القديس يوحنا المعمدان في مدينة سان خوان القديمة؛ وهي واحدة من أقدم الكنائس في نصف الأرض الغربي.

منذ الحقبة الاستعماريَّة الإسبانيَّة كانت الكنيسة الكاثوليكية الدين السائد في بورتوريكو؛ في 24 سبتمبر من عام 1493، أبحر كريستوفر كولومبوس في رحلته الثانية مع سبعة عشرة سفينة وبين 1,200 إلى 1500 جندي من قادس. وفي 19 نوفمبر من عام 1493 هبط في الجزيرة، وأطلق عليها سان خوان باوتيستا (بالإسبانيَّة: San Juan Bautista de Puerto Rico) تكريمًا للقديس يوحنا المعمدان. وأدخلت المسيحيَّة إلى الجزيرة مع بداية الحقبة الإستعماريَّة الإسبانيَّة، ومنذ ذلك الحين تأثرت ثقافة وتقاليد البلاد من اللغة الإسبانية والمذهب الكاثوليكي. وقد تمت الموافقة على الأبرشيات الأولى في الأمريكتين، بما في ذلك أبرشية بورتوريكو، من قبل البابا يوليوس الثاني عام 1511.
شاركت الكنيسة الرومانية الكاثوليكية، والتي أستغلت الفرصة لتوسيع نفوذها، في استعمار الجزيرة. وبهدف بدأ عملية التبشير في الجزيرة، أنشأ البابا يوليوس الثاني الأبرشيات الثلاث الأولى في العالم الجديد في 8 أغسطس من عام 1511، وكانت واحدة منهم في بورتوريكو بينما كانت الأخرتين في جزيرة هيسبانيولا، وكان هؤلاء الأساقفة العاملين في هذه الأبرشيات تابعين تحت إمرة رئيس الأساقفة في إشبيلية. وتم تعيين ألونسو مانسو، وهو أسقف سالامانكا، في منصب أسقف أبرشية بورتوريكو. في 26 سبتمبر من عام 1512، وقبل وصوله إلى الجزيرة، تم تأسيس أول مدرسة لدراسات المتقدمة من قبل الأبرشية. وفي 27 نوفمبر من عام 1512، وتحت ضغط من الكنيسة الرومانية الكاثوليكية أصدر فرناندو الثاني قانون بورجوس الذي عدل نظام التكليف وحوله إلى نظام يسمى التوزيع بهدف وضع حد لإستغلال السكان الأصليين حظرَّ هذا القانون استخدام العقاب بأى طريقة ضد السكان الأصليين منظماً ساعات عملهم ورواتبهم وحالتهم الصحية وحملهم على تعلم أصول الدين المسيحي. ومع وصوله للجزيرة في عام 1513، أصبح ألونسو مانسو الأسقف الكاثوليكي الأول في الأمريكتين. كما أصبحت بورتوريكو أول مقر للكنيسة وأول مركز إكليركي في العالم الجديد خلال عهد البابا ليو العاشر والمقر العام لمحاكم التفتيش الإسبانية في العالم الجديد.
في 10 أغسطس من عام 1815، أصدر المرسوم الملكي للنعمة، السماح للأجانب بدخول بورتوريكو بما في ذلك اللاجئين الفرنسيين من هيسبانيولا، وفُتح الميناء للتجارة مع دول أخرى غير إسبانيا. وكانت هذه بداية النمو الإقتصادي القائم على الزراعة، حيث كان السكر والتبغ والبن من المنتجات الرئيسية. كما أعطى المرسوم أيضًا أرضًا حرة لأي شخص أقسم بالولاء والإخلاص للتاج الأسباني وللكنيسة الرومانية الكاثوليكية. أدَّت هجرة الآلاف إلى الجزيرة وبشكل خاص من الأصول الإسبانيَّة إلى تعزيز الحضور الكاثوليكي والأوروبي حيث كان غالبيَّة هؤلاء المهاجرين من خلفية دينية كاثوليكية وحملوا معهم الثقافة الكاثوليكية وتقاليدها إلى الجزيرة. وقد قدمت الآلاف من الأسر من جميع المناطق الإسبانيَّة (وخاصةً من أستورياس وكاتالونيا ومايوركا وغاليسيا) ومن ألمانيا وكورسيكا وجزيرة أيرلندا وفرنسا والبرتغال وجزر الكناري وغيرها من المناطق. وبحلول منتصف القرن العشرين، كان حوالي ما يقرب من 80% من سكان بورتوريكو من ذوي الأصول الأوروبيَّة.

### السيادة الأمريكية

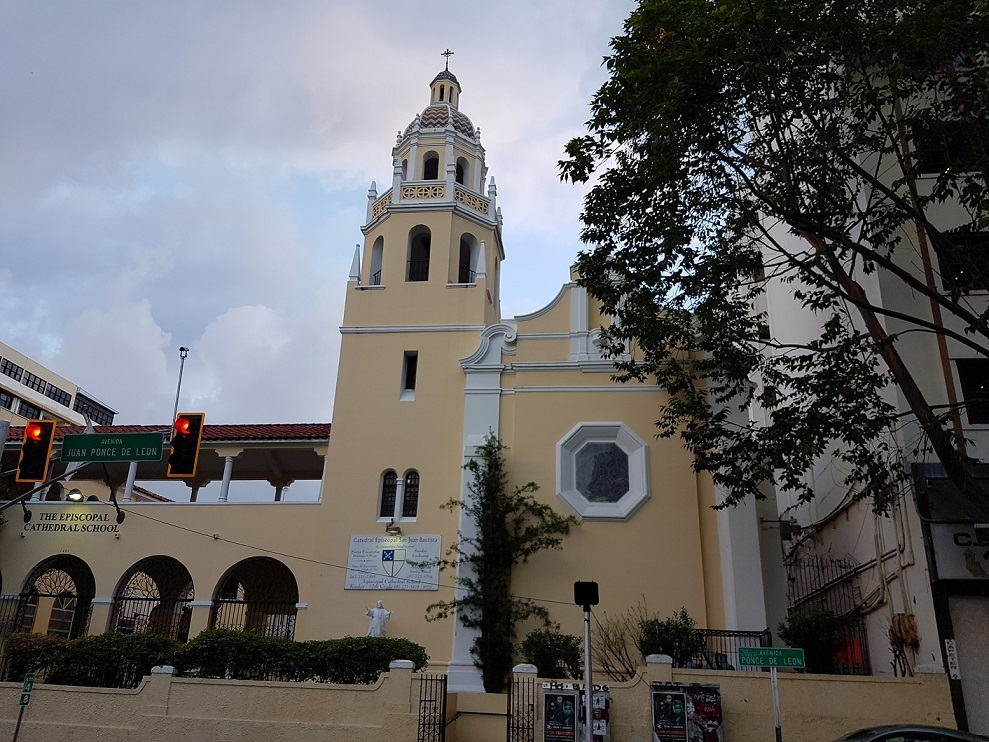
كاتدرائية القديس يوحنا الأسقفيَّة في مدينة سان خوان، بورتوريكو.

في عام 1872 أسس المستوطنون البروتستانت كنيسة إيغلسا ترينيداد في مدينة بونس، وهي كنيسة أنجليكانية، وتعتبر أول كنيسة غير كاثوليكية في الإمبراطورية الإسبانية بأكملها في الأمريكتين. انتشرت البروتستانتية تحت الحكم الأمريكي، بعدما كانت تتعرض للقمع في ظل النظام الإسباني. تأسست أول كنيسة بروتستانتية، وهي كنيسة الثالوث الأقدس في بونس، وتعتبر الأبرشية الإنجليكانيَّة في أنتيغوا أولى الأبرشيات البروتستانتية وتأسست في عام 1872.
بعد فترة وجيزة من انتقال الجزيرة للسيادة الأمريكيَّة، وافقت الطوائف البروتستانتية الأمريكية على تقسيم الجزيرة من أجل تسهيل تغلغل التبشير. وكانت الكنائس الأنجليكانية الموجودة في بونس وبييكس بمثابة حجر الأساس لأبرشية الكنيسة الأسقفية الأمريكية، والتي ملكت آنذاك حوالي ستة أساقفة أبرشيات. وبدأت الكنائس المشيخية، والميثودية، والمعمدانية والأبرشانيَّة في العمل التبشيري. وفي حين عين الرئيس الأمريكي محافظ على بورتوريكو والذين كانوا من الكاثوليك، أثرت هذه الطوائف البروتستانتية في السياسات الحكوميَّة. بعد عقد 1940 حصل تغير في طبيعة وتأثير الكنائس البروتسانتية. ومع ذلك ظلت البروتستانتية في نمو، خاصةً الكنائس الخمسينية، وخصوصًا بين طبقة الفقراء والريف.
بدأت الكنائس البروتستانتية الخط الرئيسي في بناء المؤسسات التعليميَّة والصحيَّة. حيث أسس المشيخيين جامعة إنترامريكان، والتي تضم 11 سكن جامعي وحوالي 40,000 طالب، وأسس الكنيسة المشيخيَّة مستشفى أشفورد المشيخية في مدينة سان خوان. كما أسس السبتيون جامعة الأدفنتست بالقرب من ماياغوز. في عام 1907، أنشأت الكنيسة الأسقفيَّة مستشفى القديس لوقا في مدينة بونس، وهي اليوم محور مؤسسة خدمات صحية متعددة. وبدأت في عام 1909 مدرسة دينية مشتركة بين الطوائف البروتستانتية، وهي سيميناريو إفانجيليكو دي بورتوريكو. في عام 1940 أسست خوانيتا غارسيا بيرازا وأتباعها جماعة «ميتا»، وهي الطائفة البروتستانتية الوحيدة ذات لأصول البورتوريكية. في نهاية الحرب الأمريكية الإسبانية أدَّى التحول من الحكم الإسباني إلى حكم الولايات المتحدة إلى موجة من المشاعر المعادية للكاثوليكية والتي أدَّت إلى حظر المواكب الدينيَّة التي هي الدعامة الأساسيَّة لأمريكا اللاتينية فضلاً عن السياسات الحكومية التي حظرت المدارس من التدريس باللغة الإسبانية، ومنذ إقرار دستور بورتوريكو في عام 1952، فإن التقاليد الدينيَّة الشعبيَّة مثل المواكب والمهرجانات على قديسي المجتمعات المحليَّة عادت مرة أخرى.

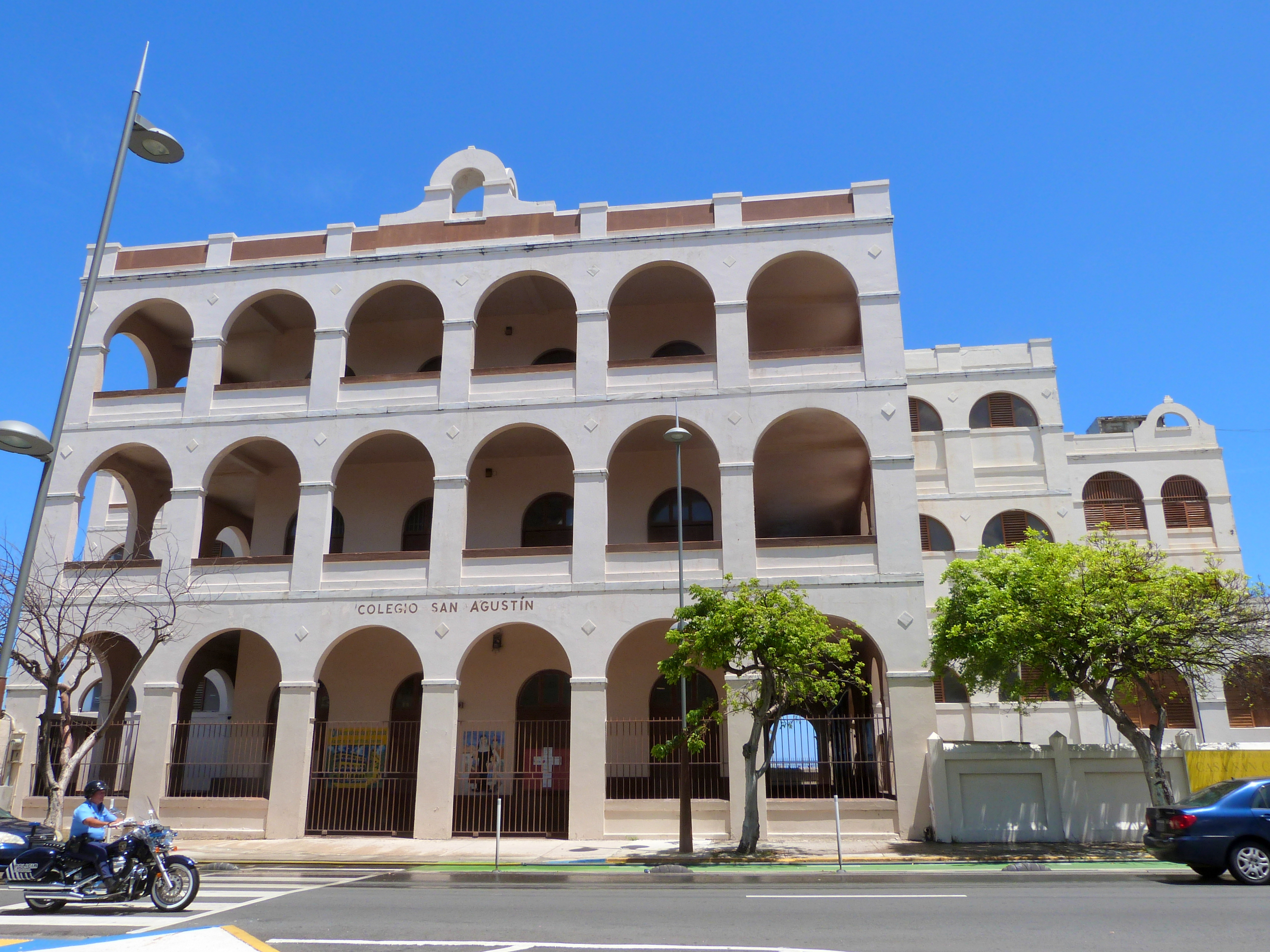
كليَّة سان أوغستين الكاثوليكيَّة في مدينة سان خوان؛ تؤثر الكنيسة الكاثوليكية من خلال مدارسها وجامعتها على المشهد الثقافي والتعليمي في الجزيرة.

في مارس من عام 2003، تركت قوات البحرية الأميريكية بلدية جزيرة بيكيس حيث كانت القاعدة العسكرية هناك لأكثر من 60 عام بعد وفاة أحد المدنيين في عام 1999 بسبب قنبلة خاطئة في موقع مراقبة بمحيط القاعدة العسكرية. وتسببت هذه الحادثة في تظاهر أكثر من 20,000 من المدنيين في صيف عام 2000 ضد وجود القاعدة العسكرية وطالبوا برحيل القوات من جزيرة بيكيس، بينما تم إنشاء معسكرات عصيان مدنى في مناطق القاعدة العسكرية وتضمنت تلك المعسكرات وجود حزب استقلال بورتوريكو والكنيسة الكاثوليكية ومجموعات آخرى بنية التحدى المباشر للقوات البحرية الأميريكية. في نوفمبر عام 2004 أقيمت الإنتخابات العامة حيث كان انيبال أسيبادو بيلا من الحزب الشعبي الديموقراطي هو الفائز.
وفقًا لدراسة قامت بها مركز بيو للأبحاث عام 2013 حول المعتقدات الدينيَّة للبورتوريكيين في الولايات المتحدة، فإنَّ حوالي 74% من البورتوريكيين في الولايات المتحدة عرفوا أنفسهم كمسيحيين وعرَّف حوالي 45% أنفسهم ككاثوليك وحوالي 29% كبروتستانت. بالمقابل فإنَّ نسبة المسيحيين بين البورتوريكيين في القاطنين في جزيرة بورتوريكو، هي أعلى بالمقارنة مع نسبة المسيحيين بين البورتوريكيين القاطنين في الولايات المتحدة. بحسب دراسة قامت بها مركز بيو للأبحاث عام 2014 تحت عنوان تغيير واسع النطاق في منطقة كاثوليكيَّة تاريخيَّة عرَّف أكثر من 90% من سكان جزيرة بورتوريكو أنفسهم كمسيحيين، وعرَّف حوالي 56% من سكان بورتوريكو أنفسهم ككاثوليك وحوالي 33% كبروتستانت. في عام 1910 كان حوالي 100% من سكان البلاد من الكاثوليك في عام 1950 كان حوالي 94% من سكان البلاد من الكاثوليك، ولكن منذ عقد 1970 شهدت البلاد ازدياد في أعداد البروتستانت وأتباع المذهب الإنجيلي. وفقًا لدراسة مركز بيو للأبحاث عام 2010 شّكَّل البروتستانت حوالي 25.1% من مجمل السكان، وفي عام 2014 وصلت نسبة البروتستانت إلى حوالي 33% من مجمل السكان. ويلعب البروتستانت الإنجيليين دوراً بارزاً على المستوى السياسي والإقتصادي والإجتماعي، حيث أنَّ عدداً بارزاً من النخبة السياسية في الجزيرة من أتباع المذهب الإنجيلي.

## الطوائف المسيحية

### الكاثوليكية

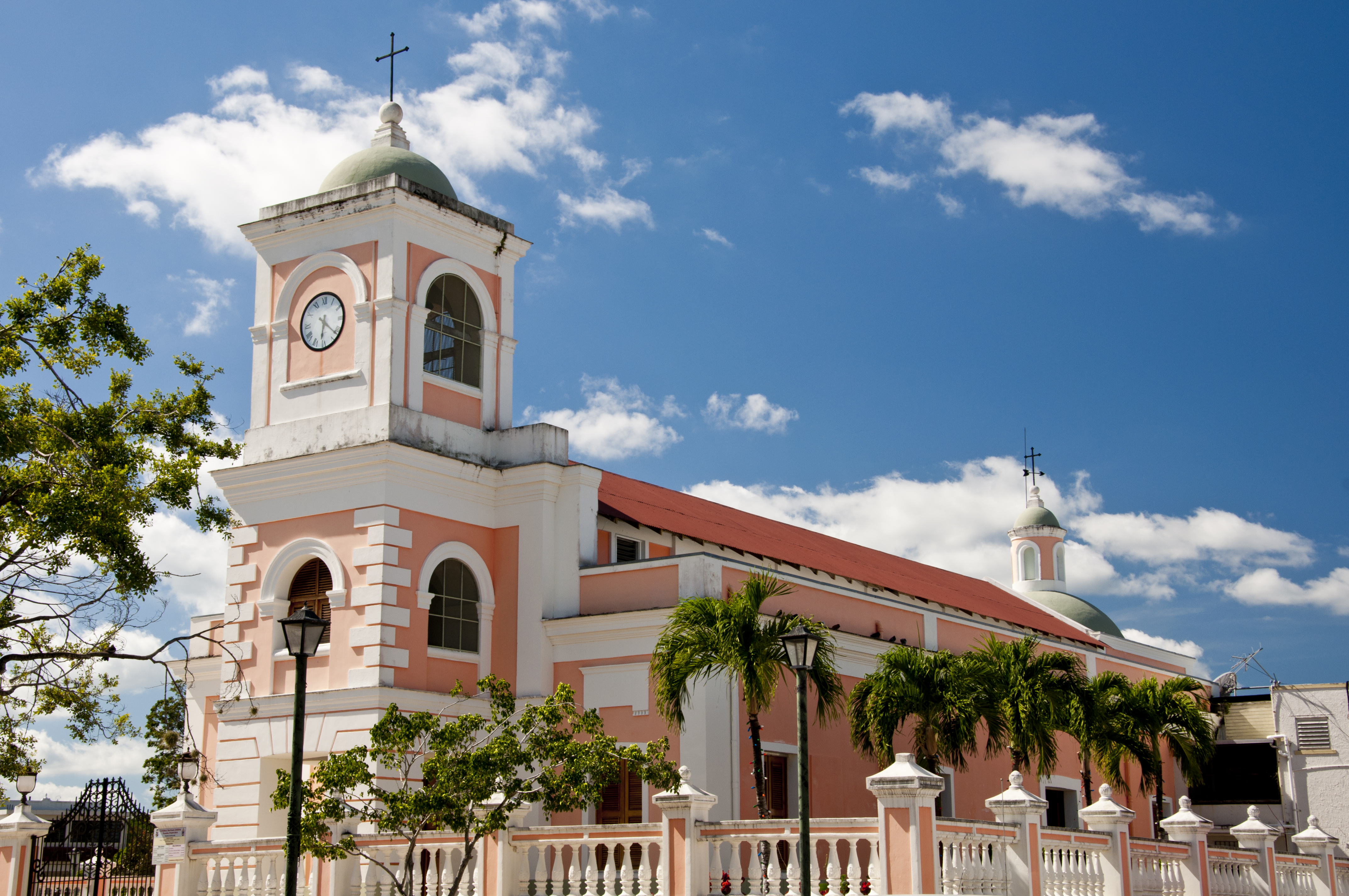
كاتدرائية سانتياغو أبوستول في مدينة فاجاردو.

عند مناقشة وضع الكاثوليكية في بورتوريكو في عام 2007، عرض أسقف سان خوان روبرتو غونزاليس نيفيس التعلق التالي «جذورها [بورتوريكو] العميقة هي لاتينيَّة... بدأ الحكم الأمريكي في عام 1898، في نهاية الحرب الأمريكية الإسبانية، ولكن ثقافات السكان الأصليين والأفارقة والإسبان» شكلَّت هويتها لمدة 400 سنة«، ولا يمكن التراجع عن هذا التأثير» بين عشية وضحاها«. وأدى التحول من الحكم الإسباني إلى حكم الولايات المتحدة إلى موجة من المشاعر المعادية للكاثوليكية والتي أدَّت إلى حظر المواكب الدينيَّة التي هي الدعامة الأساسيَّة لأمريكا اللاتينية فضلاً عن السياسات الحكومية التي حظرت المدارس من التدريس باللغة الإسبانية، ومنذ إقرار دستور بورتوريكو في عام 1952، فإن التقاليد الدينيَّة الشعبيَّة مثل المواكب والمهرجانات على قديسي المجتمعات المحليَّة عادت مرة أخرى»؛ في عام 1950 كان حوالي 94% من سكان البلاد من الكاثوليك.
الكنيسة الكاثوليكية البورتوريكيَّة هي جزء من الكنيسة الكاثوليكية العالمية في ظل القيادة الروحية للبابا في روما ومجلس الأساقفة البورتوريكي. ويتوزع كاثوليك البلاد على خمسة أبرشيات وأسقفية واحدة وهي أسقفية مدينة سان خوان. تحوي جميع البلديات في بورتوريكو على الأقل كنيسة كاثوليكية واحدة، وتقع معظمها في وسط المدينة أو «بلازا». وتملك الكنائس الكاثوليكية شبكة واسعة من المؤسسات التي تقدم خدمات للمجتمع المحلي وتشمل مدارس، مستشفيات، جامعات، كليّات، دور أيتام ومشرّدين. حسب كتاب حقائق العالم عام 2012 حوالي 85% من سكان البلاد هم من الرومان كاثوليك. في حين وجدت دراسة قامت بها مركز بيو للأبحاث عام 2014 تحت عنوان تغيير واسع النطاق في منطقة كاثوليكيَّة تاريخيَّة أنَّ 56% من سكان بورتوريكو من الكاثوليك وحوالي 33% بروتستانت.

### البروتستانتية

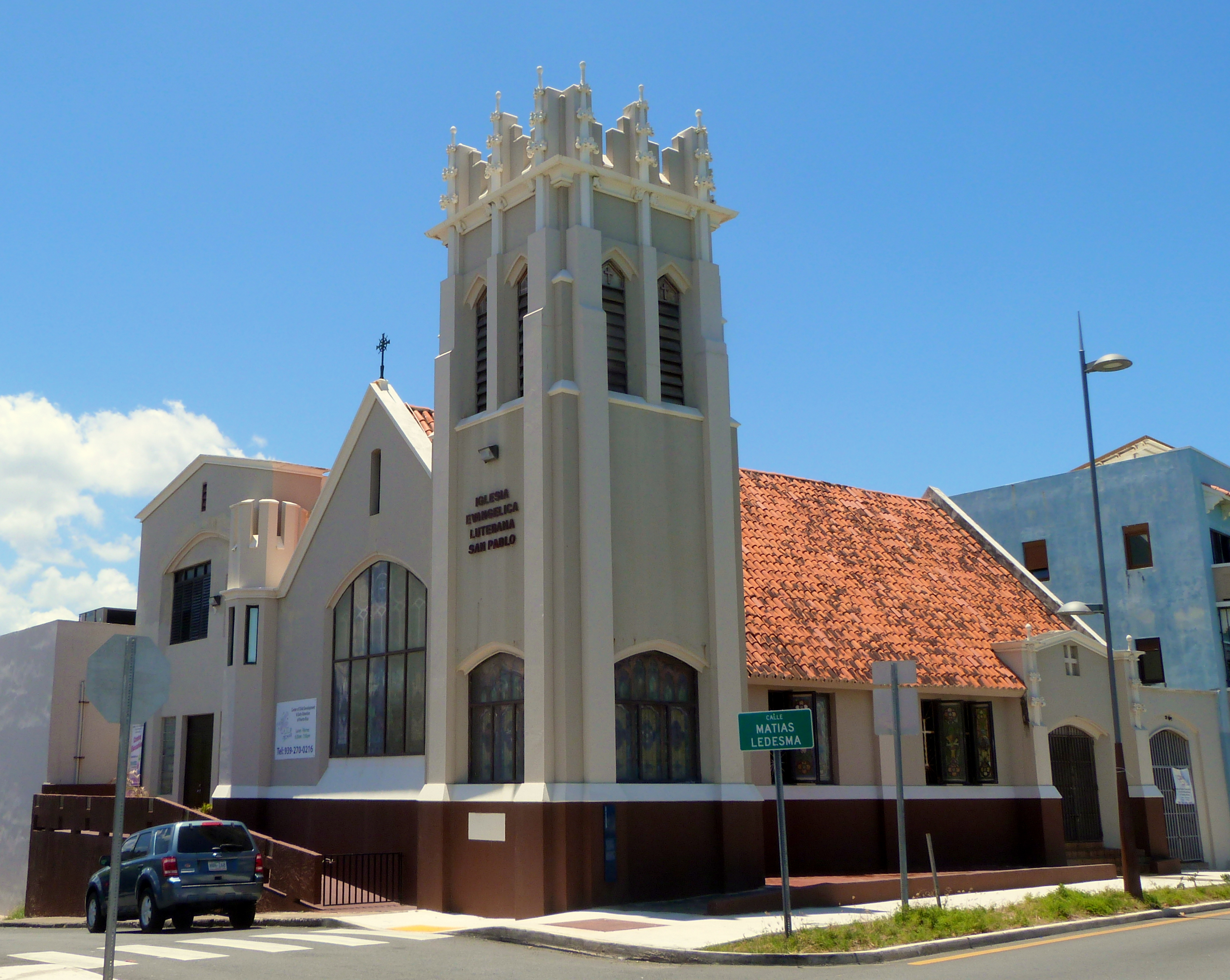
كاتدرائية القديس بولس اللوثرية في مدينة سان خوان، بورتوريكو.

شهدت البلاد في الآونة الأخيرة نمو ملحوظ في أعداد ونسب المذهب الخمسيني البروتستانتي؛ وقد وجدت دراسة قامت بها مركز بيو للأبحاث عام 2014 حول الديانة في أمريكا اللاتينية أنَّ أكثر من ثلث سكان بورتوريكو من البروتستانت؛ ويُشكل الخمسينيين حوالي 65% من مجمل المذاهب البروتستانتية، وحوالي نصف بروتستانت البلاد من المتجددين. وقدَّم باحث آخر تقييمًا أكثر تحفظًا لنسبة البروتستانت: «حيث أنَّ بورتوريكو، بحكم ارتباطها السياسي الطويل مع الولايات المتحدة، هي الأكثر بروتستانتية بين بلدان أمريكا اللاتينية، وتتراوح نسبة البروتستانت بين ما يقرب من 33 إلى 38 في المئة، ومعظمهم من أتباع المذهب الخمسيني، وبحسب ديفيد ستول فأنه إذا استقينا معدلات نمو الكنائس الإنجيلية من عام 1960 إلى عام 1985 ولمدة خمسة وعشرين عامًا أخرى، فإن بورتوريكو ستصبح 75 في المئة من الإنجيليين». ولكن تجدر الإشارة إلى أن غواتيمالا وهندوراس لها نسب مماثلة من السكان البروتستانت. يذكر أنَّ نسبة البروتستانت بين البورتوريكيين في الولايات المتحدة، هي أعلى بالمقارنة مع نسبة البروتستانت في الجزيرة.

### الأرثوذكسية الشرقية
هناك أيضًا تواجد لمجتمعات مسيحية شرقية تنتمي إلى الأرثوذكسية الشرقية؛ ومعظم أتباع هذه الكنيسة تعود أصول الإثنيّة والعرقية إلى اليونانيين، والروس، والصرب، والبلغار والعرب. وهناك تواجد ملحوظ للمسيحيين من أصول شاميَّة والمجتمع المسيحي ذو الأصول الشاميَّة مندمج بشكل جيد في المجتمع المحلي، ويبرزون في مجال الأعمال التجارية، والتجارة، والخدمات المصرفية، والصناعة، والسياسة. ويتعبد العديد من أبناء الطائف في كنيسة القديس ثيوتوكوس المقدسة وكنيسة القديس سبيريدون في تروخيو ألتو، والتي تخدم المجتمع الأرثوذكسي الصغير، والذين يشكلون أقل من 1% من مجمل السكان وفقًا لتقرير مركز بيو للأبحاث عام 2010.

## المعتقدات الدينية
جدت دراسة قامت بها مركز بيو للأبحاث عام 2014 أنَّ 99% من الكاثوليك والبروتستانت في بورتوريكو يؤمنون بوجود الله، ويؤمن حوالي 52% من كاثوليك البلاد و65% من البروتستانت بحرفيَّة الكتاب المقدس. ويؤمن حوالي 70% من البروتستانت وحوالي 53% من الكاثوليك بمجيئ يسوع الثاني خلال حياتهم.

### الإلترام الديني

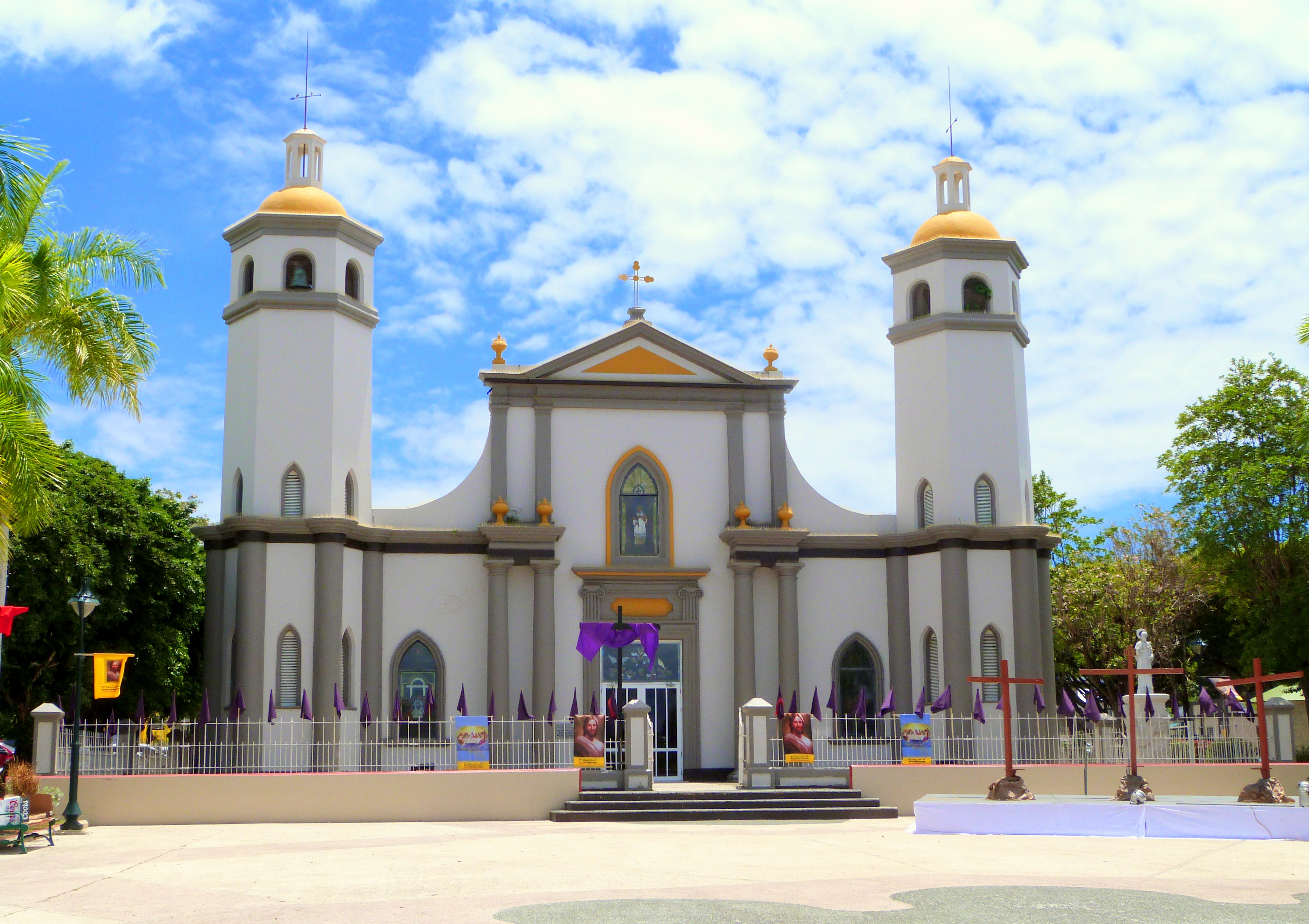
كنيسة دي سان خوان باوتيستا وسان رامون نوناتو.

الغالبية العظمى من مسيحيي البلاد من المتدينين حيث أنَّ حوالي 76% من مسيحيي بورتوريكو يعتبرون للدين أهميَّة في حياتهم. وقد وجدت دراسة قامت بها مركز بيو للأبحاث عام 2014 أنَّ حوالي 47% من المسيحيين يُداومون على حضور القداس على الأقل مرة في الأسبوع. في حين أنَّ 67% من المسيحيين يُداومون على الصلاة يوميًا. وقد وجدت دراسة قامت بها مركز بيو للأبحاث عام 2014 أن البروتستانت هي المجموعات الدينية التي تملك أعلى معدلات حضور وانتظام للطقوس الدينية مع وجود أغلبية من الملتزمين دينيًا.
عمومًا يعتبر البروتستانت الإنجيليين أكثر تدينًا من الكاثوليك؛ وقد وجدت دراسة قامت بها مركز بيو للأبحاث عام 2014 أنَّ حوالي 77% من البروتستانت يُداوم على الصلاة يوميًا بالمقارنة مع 64% من الكاثوليك. ويُداوم 68% من البروتستانت على حضور القداس على الأقل مرة في الأسبوع بالمقارنة مع 39% من الكاثوليك. ويقرأ حوالي 49% من البروتستانت الكتاب المقدس أسبوعيًا على الأقل بالمقارنة مع 20% من الكاثوليك. ويقدم حوالي 17% من الكاثوليك الصدقة أو العُشور بالمقارنة مع 56% من البروتستانت، ويَصُوم حوالي 48% من البروتستانت خلال الصوم الكبير بالمقارنة مع حوالي 32% من الكاثوليك.

### القضايا الإجتماعية والأخلاقية
عمومًا يعتبر البروتستانت أكثر محافظة اجتماعيًة بالمقارنة مع الكاثوليك؛ يعتبر حوالي 80% من البروتستانت الإجهاض عمل غير أخلاقي بالمقارنة مع 73% من الكاثوليك، ويعتبر حوالي 76% من البروتستانت المثلية الجنسية ممارسة غير اخلاقية وخطيئة بالمقارنة مع 56% من الكاثوليك، ويعتبر حوالي 55% من البروتستانت شرب الكحول عمل غير أخلاقي بالمقارنة مع 34% من الكاثوليك، ويعتبر حوالي 23% من البروتستانت الطلاق عمل غير أخلاقي بالمقارنة مع 22% من الكاثوليك.